# 罗伯托·凯罗
罗伯托·凯罗（義大利語：Roberto Cherro，1907年2月23日—1965年10月11日），阿根廷男子足球运动员。他曾代表阿根廷参加1928年夏季奥林匹克运动会足球比赛，获得一枚银牌。他也曾参加1930年国际足联世界杯。